# Ржевский гидроузел
Ржевский гидроузел — неосуществлённый проект создания гидроузла на Волге выше Ржева на территории Тверской области России. Проект предполагал строительство плотины и организацию Ржевского водохранилища для водоснабжения Москвы.
Проектом предполагалось поднять уровень воды близ плотины на 34 м. Это позволило бы организовать водохранилище длиной 100 км (до посёлка Селижарово), площадью в 131 км², средней глубиной в 11 м и наибольшей шириной в 5 км.
В соответствии с постановлением Совета Министров СССР от 21 декабря 1982 № 1110 «О строительстве Ржевского гидроузла на реке Волге для водоснабжения г. Москвы» в 1984—1985 годах были начаты подготовительные работы по строительству Ржевского гидроузла, которые были временно приостановлены в связи с разработкой целевой комплексной программы по экономии и рациональному использованию водных ресурсов в городе Москве в соответствии с распоряжением Совета Министров СССР от 19 июня 1987 № 1405-р. Во время подготовительных работ были построены автодороги на левом и правом берегах Волги, несколько мостов через Волгу и её притоки (Климовский, Тростинский, Молодотудский, Новый ржевский мост и др.), имеющих большую высоту, позволяющую пропускать суда под ними после организации водохранилища. Новый ржевский мост (расположен ниже по течению от гидроузла) был построен благодаря тому, что работники исполкома ржевского горсовета (Е. Невенчанный и Г. Мороз) смогли убедить Госплан СССР в том, что уровень реки поднимется, и во Ржеве затопит старый мост.
При реализации проекта предполагалось затопление последнего крупного незарегулированного участка реки на всей Волге (между Верхневолжским и Иваньковским водохранилищами). Это позволило бы обеспечить сквозную навигацию от Верхневолжских озёр (практически от истока Волги) до Каспийского моря.
Реализация проекта привела бы к замедлению течения реки на этом участке, что ухудшило бы качество воды и вызвало её заболачивание. В зону затопления попали бы 17,5 тыс. га сельхозугодий, в том числе пашни, сенокосы, пастбища и леса. Для организации Ржевского моря нужно было затопить 33 населенных пункта, переселить 520 семей, перенести 440 домовладений и почти 80 животноводческих ферм и производственных объектов. При организации водохранилища под водой оказались бы 270 памятников архитектуры, памятник природы «Бенские пороги», памятные места сражений времён Великой Отечественной войны. Создание водохранилища нанесло бы огромный ущерб природной среде Тверской области.
Проект реализован не был. В настоящее время экологами взамен строительства гидроузла предлагаются различные проекты по экономии воды в городе Москве.
В настоящее время строительная площадка Ржевского гидроузла, располагающаяся в районе деревни Свеклино Ржевского муниципального округа Тверской области, заросла лесом.